# Porphyrinia pura
Porphyrinia pura är en fjärilsart som beskrevs av Swinhoe 1885. Porphyrinia pura ingår i släktet Porphyrinia och familjen nattflyn. Inga underarter finns listade i Catalogue of Life.